# 克拉克鎮區 (阿肯色州克萊縣)
克拉克鎮區（英語：Clark Township）是位於美國阿肯色州克萊縣的一個行政鎮區。

## 地方資料
克拉克鎮區的面積為58.37平方千米，當中陸地面積為58.37平方千米，而水域面積為0.00平方千米。根據2010年美國人口普查的數據，當地共有人口193人，而人口密度為每平方千米3.31人。